# El Reig
|  | Per a altres significats, vegeu «el Reig (Taradell)». |

El Reig és una masia a mig camí dels nuclis de Manlleu i Torelló (Osona) inclosa a l'Inventari del Patrimoni Arquitectònic de Catalunya.

## Arquitectura
Es tracta d'una masia de planta rectangular coberta a dues vessants amb el carener paral·lel a la façana, el vessant de la qual és més prolongada que l'altre. La façana es troba orientada a llevant i portal presenta una llinda rectangular, la qual té un sobrearc de totxo. La casa està construïda damunt la pedra viva. Està bastida amb còdols de riu, totxo i paret de tàpia a la part superior. Els elements de ressalts són de pedra vista. L'edificació es troba envoltada per coberts i annexes a la casa de nova construcció. L'estat de conservació, malgrat els afegitons, és força bo.

## Història
Antic mas que trobem registrat en els fogatges de 1553 de la parròquia i terme de Sant Feliu de Torelló on consta Pere Reig com habitant del mas. Fou ampliat i reforma per Barat Reix l'any 1689 i al segle següent per Joseph Reix al 1727 com indiquen algunes de les llindes del mas, la majoria de les quals estan datades al segle xviii tant a l'interior com a l'exterior.